# Frans Geffels
Frans Geffels, conocido en Italia como Francesco Geffels (25 de agosto de 1624-18 de febrero de 1694) fue un pintor, grabador, arquitecto, escenógrafo y diseñador de estructuras efímeras para ocasiones solemnes y festivas flamenco.   Después de formarse en su Amberes natal, estuvo principalmente activo en Mantua, donde fue prefetto delle fabbriche del duque, cargo que le dio la dirección de las actividades artísticas y de construcción emprendidas por la corte ducal. Trabajó también en proyectos para la clase aristocrática local de Mantua. Además, completó proyectos para los príncipes de Liechtenstein y para la corte imperial de Viena.
Fue pintor de lienzos y frescos. Creó retratos, temas de historia, escenas militares, escenas arquitectónicas y arte de género, en particular compañías alegres. Geffels es recordado principalmente como el diseñador de algunos de los ejemplos clave de la arquitectura barroca en Mantua.

## Vida

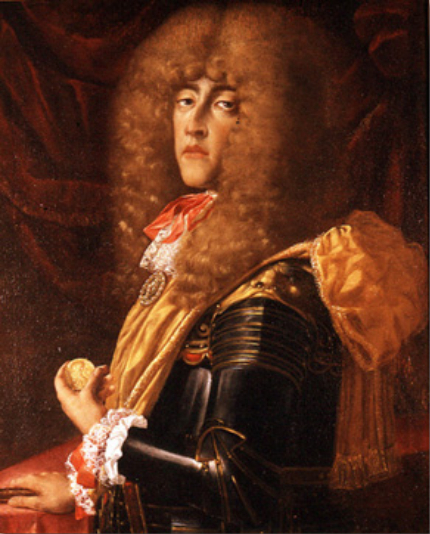
Retrato de Ferdinando Carlo Gonzaga

Nació en Amberes como hijo de un trabajador en una refinería de azúcar y una madre que regentaba una tienda de quesos. Se formó en el gremio el año 1635/36 con Daniel Middeleer (también llamado Daniel Middeler y Daniël de Middelaer). Middeleer fue pintor, grabador y editor. Geffels se convirtió en maestro en el Gremio local de San Lucas en algún momento entre el 18 de septiembre de 1645 y el 18 de septiembre de 1646. Hacia 1653 ya llevaba algún tiempo en el extranjero.
Probablemente fue reclutado para trabajar en Mantua en 1659, por su colega pintor y arquitecto flamenco Daniel van den Dyck. Van den Dyck había sido nombrado por el duque Carlo II Gonzaga, duque de Mantua, prefetto delle fabbriche ("Prefecto de los edificios"), un cargo que combinaba las funciones de pintor oficial de la corte, arquitecto, topógrafo del programa de construcción ducal e ingeniero para la escenografía teatral. Geffels trabajaba como arquitecto en la corte.
Geffens pasó algún tiempo en Viena en 1660-1661, donde trabajó para la Corte Imperial. Regresó a Mantua donde se convirtió, como van den Dyck antes que él, en prefetto delle fabbriche del duque de Mantua en 1663. Ocupó el lugar de su compatriota van den Dyck que había muerto el año anterior. En 1664, Geffens obtuvo la ciudadanía de Mantua. Fue descrito en los registros oficiales como un artista hábil en la creación de dispositivos para el teatro.

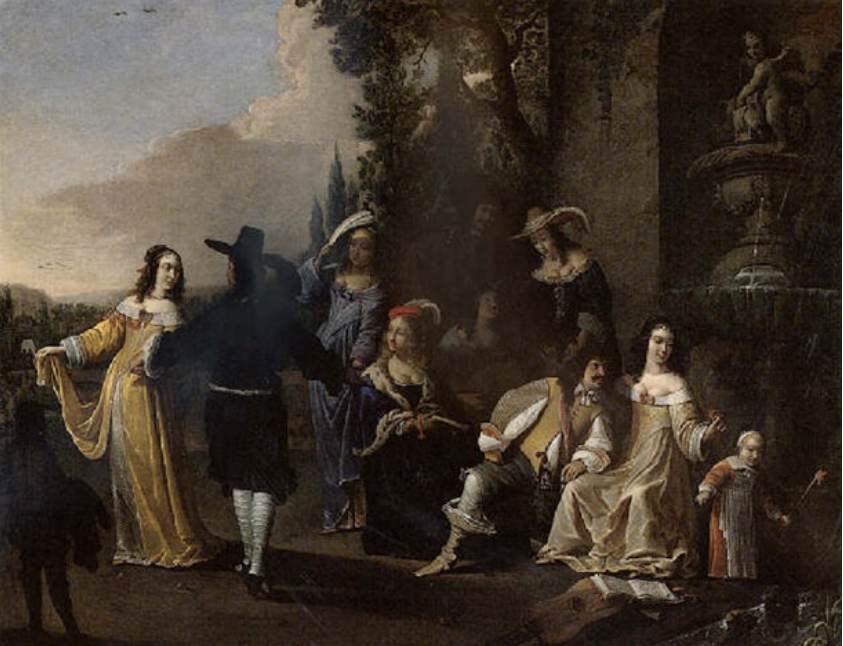
Figuras tocando música y bailando en un jardín

Geffels permaneció al servicio de los duques de Mantua durante 30 años.  Trabajó en 1667 en Viena por encargo de Karl Eusebius, príncipe de Liechtenstein. Existía una estrecha relación entre la corte vienesa y los duques de Mantua a través de vínculos matrimoniales. La emperatriz viuda Eleonora Gonzaga (1630-1686) fue la tercera esposa del emperador Fernando III y hermana de Carlos II Gonzaga, duque de Nevers. También participó en un libro que contiene el libreto de Francesco Sbarra para la ópera Il pomo d'oro compuesta por Antonio Cesti, que se representó dos veces en julio de 1668 con motivo del matrimonio del emperador Leopoldo I y Margarita Teresa de España. El libro estaba ilustrado con grabados que representaban los distintos decorados utilizados durante la puesta en escena de la ópera. La edición folio de lujo del libro contiene una impresión diseñada y grabada por Geffels que muestra la interpretación de la ópera con la presencia del emperador Leopoldo I y su novia. El teatro en el que se representó la ópera había sido construido especialmente con motivo de la boda de la pareja según un diseño de Ludovico Ottavio Burnacini . El teatro fue destruido durante el sitio turco de Viena en 1683 y la impresión de Geffens ahora sirve como la única evidencia del diseño interior del teatro. En el grabado, la familia imperial aparece sentada al frente. En primer plano hay una fila de soldados. El propio Geffels había trabajado en las pinturas ilusionistas del techo del teatro de la corte, que también se muestran en el grabado.

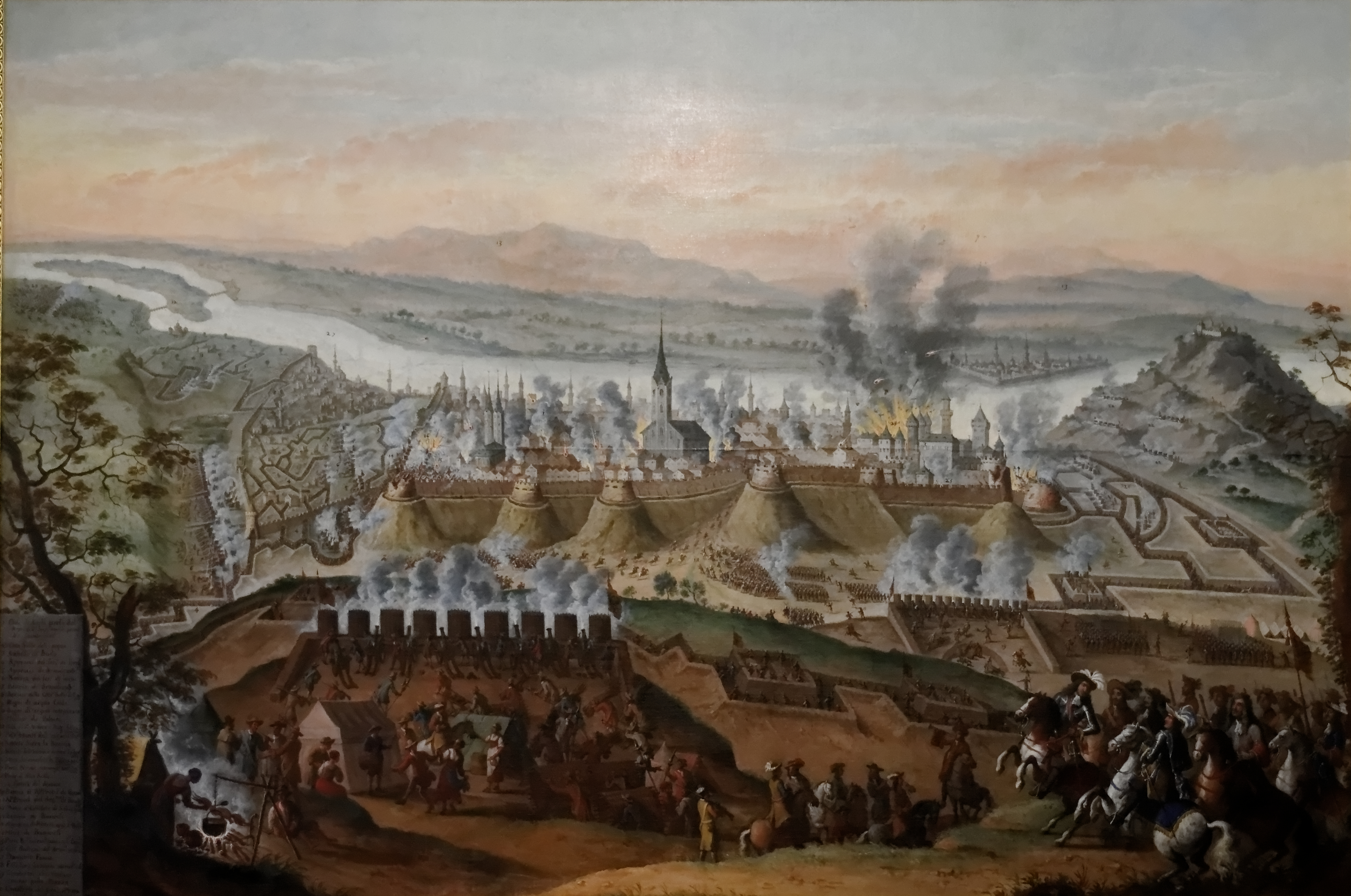
Recuperación de Buda

Incluso después de su regreso a Mantua más tarde en 1668, Geffels mantuvo contacto con la corte vienesa, como lo demuestra su colaboración en el libro de tres volúmenes de Gualdo Priorato con el título Historia di Leopoldo Cesare y también por sus pinturas que representan el Socorro de Viena en 1683 (Wien Museum Karlsplatz) y la Recuperacióna de Buda en 1686 ( Museo Nacional Húngaro ).

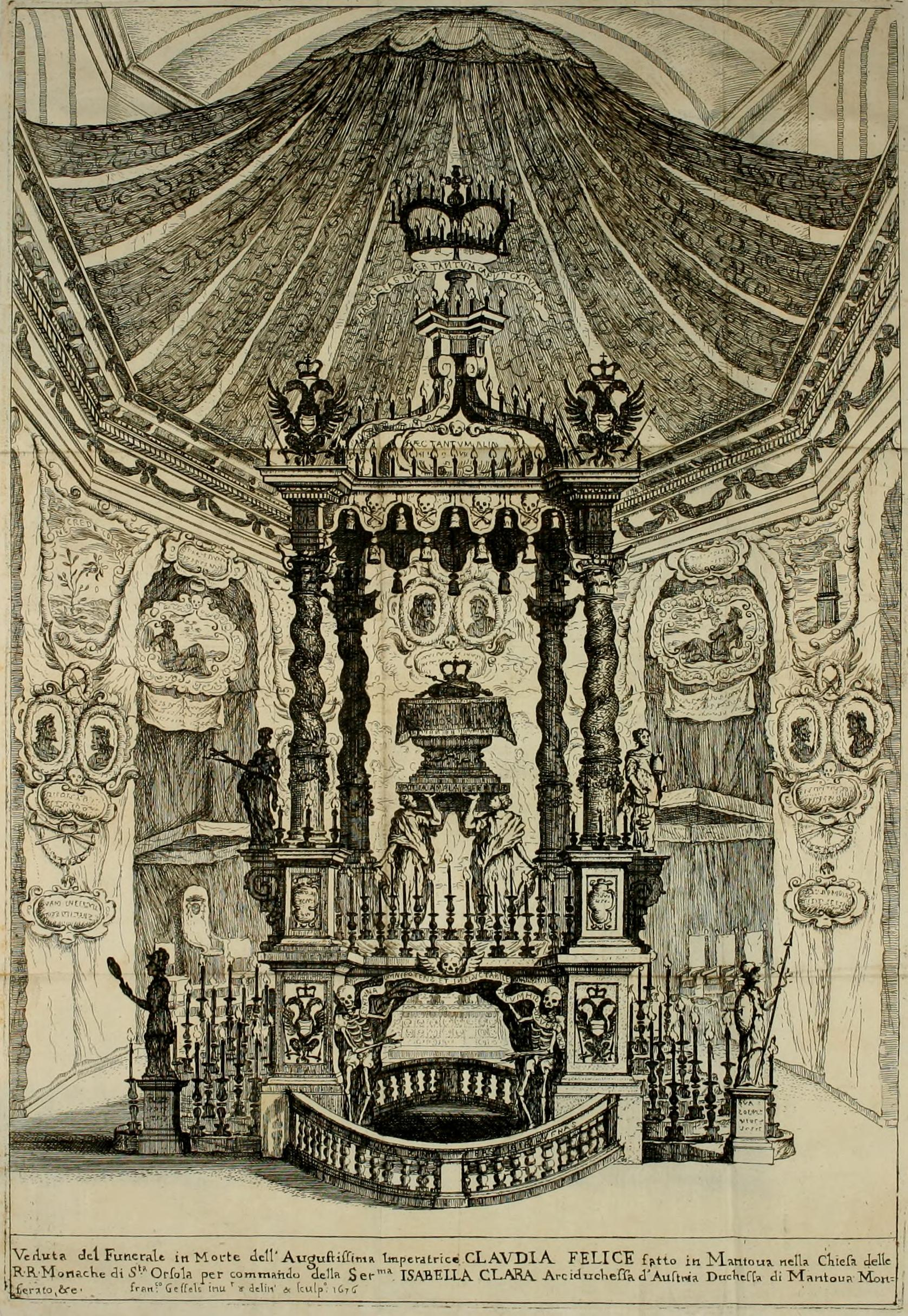
Diseño para el monumento funerario de Claudia Felicitas de Austria

Las funciones oficiales de Geffens en la corte de Mantua incluían el diseño y la ejecución de objetos y estructuras efímeras utilizadas con motivo de importantes eventos relacionados con la corte. En enero de 1666 colaboró con Andrea Seghizzi en la decoración y los objetos realizados para el funeral del duque Carlos II Gonzaga, duque de Nevers en la basílica palatina de Santa Bárbara en Mantua. Cuando en 1776 la emperatriz Claudia Felicitas de Austria murió en Viena poco después de dar a luz, su tía Isabel Clara de Austria, duquesa de Mantua, mandó celebrar una misa fúnebre en la iglesia de las Madres de Santa Úrsula de Mantua, donde la duquesa había ser monja Clarisa. Frans Geffels recibió el encargo de diseñar y construir un monumento funerario que se colocaba en el centro de la iglesia durante la misa. Estaba montado sobre cuatro grandes pedestales de mármol, adornados en la parte superior con águilas imperiales en bajo relieve. Una impresión del diseño se incluyó en el libro de Antonio Gobio y Geffels titulado Le essequie celebratesi nella chiesa delle MM. RR. Madri di S. Orsola di Mantoua: d'ordine della serenissima signora arciduchessa Isabella Clara d' Austria, duchessa di Mantoua, Monferrato, &c., per la morte dell' imperatrice augustissima Claudia Felice lei nipote publicado en Mantua en 1676 por Francesco Osanna, impresor del duque.
Como pintor y arquitecto de la corte, a Geffels no se le prohibió aceptar encargos privados. Un encargo privado importante fue el rediseño del Palacio Sordi para Benedetto Sordi. Creó frescos en el palacio e hizo que el escultor Gian Battista Barberini proporcionara la decoración escultórica de la fachada y el interior del palacio.
Permaneció en el cargo hasta su muerte en Mantua el 18 de febrero de 1694.  Fue enterrado en la Iglesia de San Martino que él mismo hizo remodelar. Fue el último prefetto delle fabbriche del duque de Mantua, ya que el papel se dividió entre varias personas después de su muerte.

## Pinturas

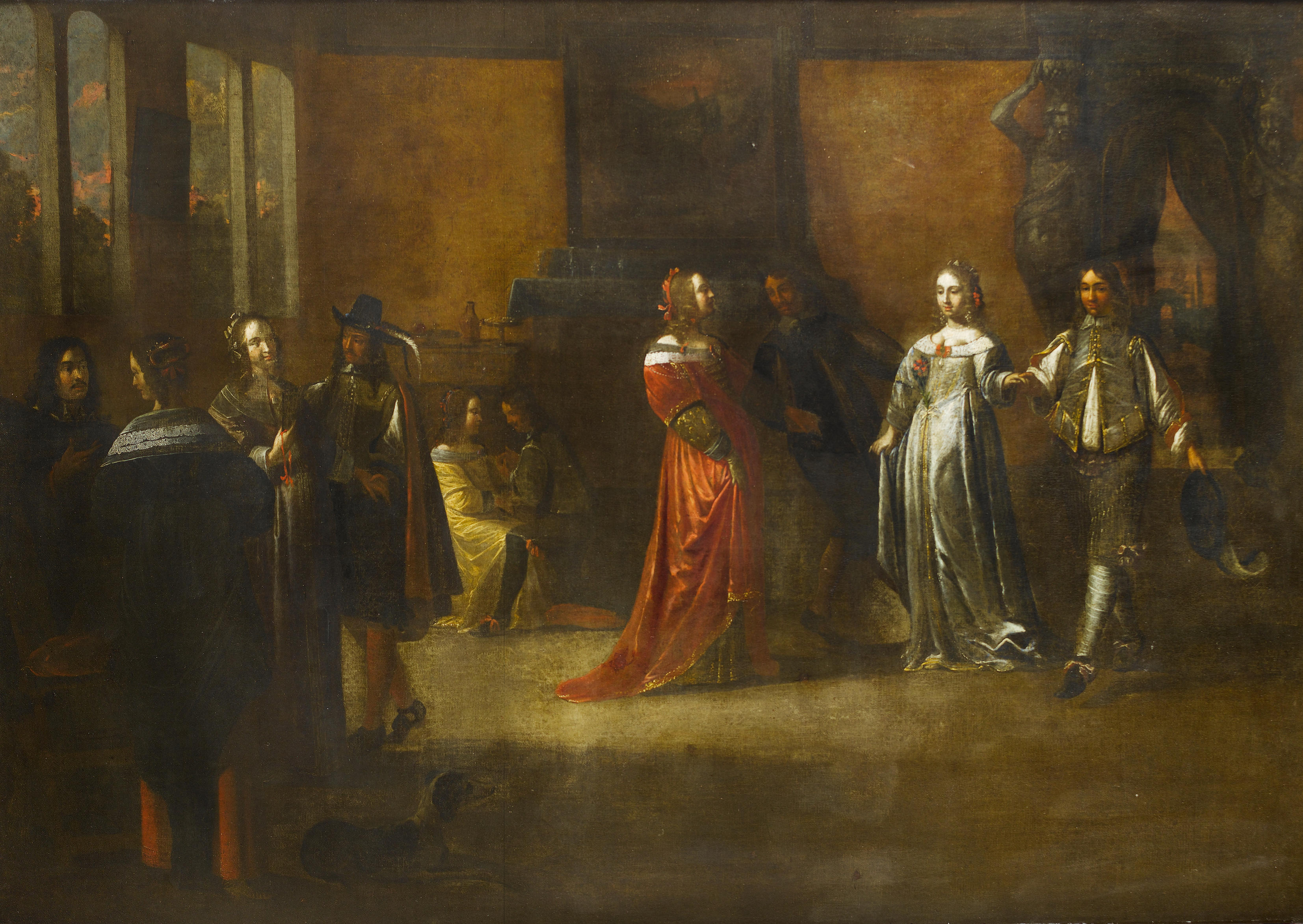
Figuras elegantes festejando en un interior.

Fue pintor de lienzos y frescos. Pintó retratos, temas de historia, escenas militares, escenas arquitectónicas y escenas de género como alegres compañías. Es particularmente conocido por sus vistas en perspectiva de dos importantes batallas militares contra las fuerzas turcas: el Socorro de Viena (Museo de Viena en Karlsplatz) y la Recuperación de Buda ( Museo Nacional Húngaro ). Ambos cuadros ofrecen una vista de pájaro de la acción militar con una vista de la ciudad asediada en la distancia. Ambos cuadros tienen en la esquina inferior izquierda una leyenda que describe los lugares clave de la escena de la batalla, cada uno de los cuales se identifica con un número en el cuadro. Para la Recuperación de Buda, Geffels se basó en una visión topográficamente correcta de una estampa extremadamente rara grabada por los grabadores vieneses Johann Martin Lerch y Johann Jakob Hofmann a partir de un dibujo del artista holandés Justus van den Nypoort. Para el Socorro de Viena, Geffels se basó en una estampa grabada por Johann Jakob Hofmann a partir de un diseño de Justus van den Nypoort publicado poco después de que ocurrieran los hechos.

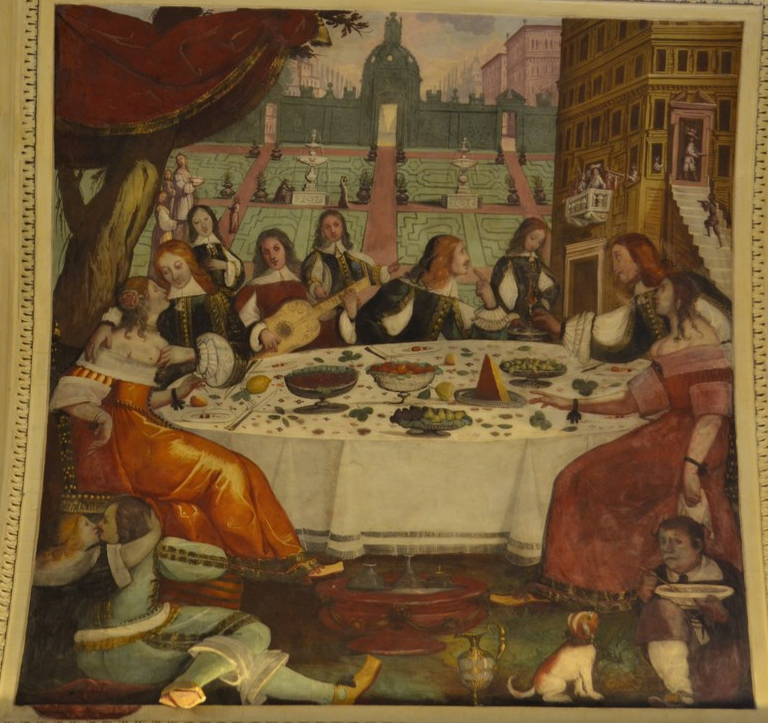
El hijo pródigo en la vida salvaje

Se han atribuido a Geffels dos retratos de Ferdinando Carlo Gonzaga di Nevers. El retrato del Palacio de Arco de Mantua se ha atribuido a partir de un grabado realizado después del retrato que identifica a Geffels como el autor. El segundo retrato se encuentra en el Palacio Sordi. Un colgante de este cuadro representa a la esposa del duque. El retrato muestra al duque de cuerpo entero con un paje a su lado que le entrega una carta en un plato de peltre. El duque lleva un pesado abrigo azul. El rostro está representado con rasgos muy reconocibles y una expresión ausente.
Geffels fue también un pintor de género. A Geffels se le atribuyen varias compañías alegres de figuras elegantes que juegan, bailan, cenan o tocan música. Su Cena en una terraza ( Museo de Arte de Filadelfia, década de 1660) se atribuyó previamente al pintor holandés Pieter de Hooch. Geffels también pintó algunos cuadros de las clases más humildes de la sociedad, lo que recuerda las pinturas de los Bamboccianti. Un ejemplo son las Ruinas antiguas con una familia gitana ( Museo de Bellas Artes (Budapest), década de 1660). Muestra algunas figuras que pueden ser personas romaníes posiblemente preparando una comida y un pastor con un rebaño dentro de una gruta en forma de túnel con elementos arquitectónicos antiguos. La interpretación iconográfica de la obra no está del todo clara. La interpretación iconográfica de la obra no está del todo clara. La inscripción "TEMPORALE AET (E) RNITAS" (eternidad temporal) puede leerse en el relieve del pedestal de una tumba representada a la izquierda. Puede ser una referencia al tema de la vanitas, es decir, a la reflexión sobre la fugacidad de las cosas terrenales en general. Debajo del texto hay un relieve que posiblemente represente una escena de sacrificio: una figura femenina está de pie sobre un pedestal con los ojos mirando hacia arriba, mientras que a sus pies unos niños sostienen una guirnalda y el rostro de un anciano con barba se sitúa entre los dos niños. Es probable que el túnel del cuadro no sea una estructura antigua existente, sino que se creó combinando motivos de diferentes lugares, que Geffels pudo conocer a través de publicaciones impresas. La obra, con su compleja perspectiva de la gruta del túnel, demuestra cómo Geffels supo poner en práctica su habilidad como arquitecto y diseñador teatral en sus cuadros.

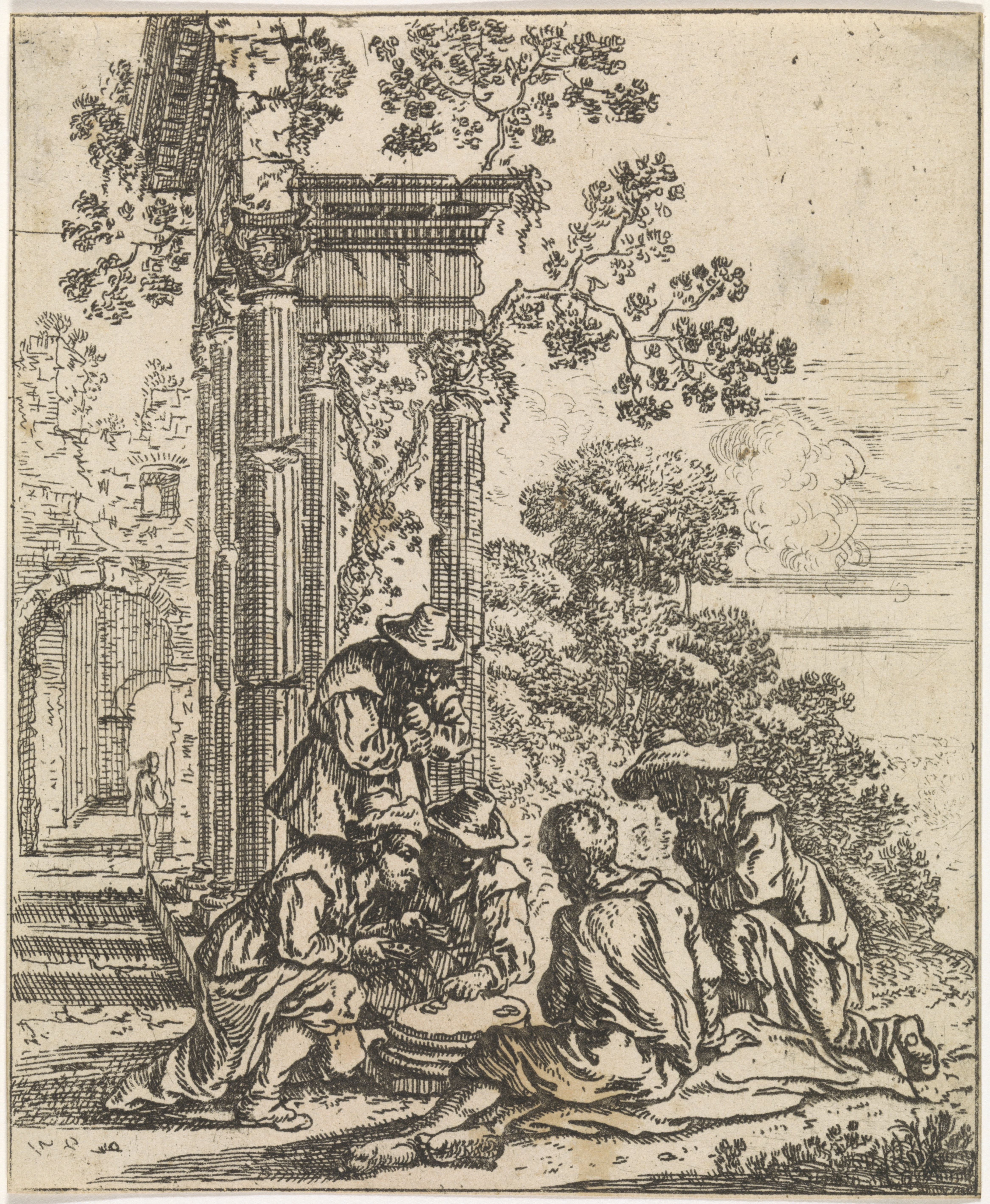
Ruinas clásicas con jugadores de cartas

Finalmente, Geffels también pintó temas religiosos. Pintó un Retablo de la Doctrina Cristiana en la iglesia de San Martino en Mantua. Además pintó en el techo de una habitación en el Palacio Valenti-Gonzaga una serie de frescos sobre el tema del hijo pródigo.

## Estampas
Geffels fue un grabador y diseñador de estampas. Varios de estos grabados ilustraban objetos efímeros que él mismo había diseñado. Es el caso del Diseño para monumento funerario de Claudia Felicitas de Austria y las Estructuras para el funeral de Carlos II Gonzaga Nevers.
Su interés por los temas bamboccianos se manifiesta también en su serie de grabados de paisajes, edificios y ruinas italianas. Esta serie de siete láminas incluye un frontispicio con una dedicatoria al marqués Ottavio Gonzaga y seis grabados con figuras en medio de ruinas clásicas. Las láminas han sido grabadas con aguja ancha y están fuertemente grabadas. Entre ellas, la más ingeniosa y eficaz es aquella en la que, frente a las ruinas de una columna y unos arbustos en el fondo, cinco maleantes están intercambiando o jugando a las cartas sobre una base de columna.
Geffels colaboró en la publicación Historia di Leopoldo Cesare escrita por Galeazzo Gualdo Priorato y publicada en Viena por el editor flamenco de Amberes Johann Baptist Hacque. El primer y segundo volumen de la obra se publicaron en 1670 y el tercero en 1674. El primer volumen describía los éxitos políticos y militares del emperador Leopoldo I entre 1656 y 1670. Se ilustró principalmente con grabados realizados por grabadores flamencos y holandeses a partir de diseños de otros artistas neerlandeses, así como de artistas de Alemania e Italia. Las ilustraciones representan principalmente retratos de monarcas europeos e importantes aristócratas, escenas de castillos, escenas de batallas, mapas y ceremonias. Además de Geffels, cuyos diseños de retratos se utilizaron para algunos de los grabados, los artistas holandeses y flamencos que contribuyeron a la obra fueron Jan de Herdt, Cornelis Meyssens, Franciscus van der Steen, Gerard Bouttats, Adriaen van Bloemen, Sebastián van Dryweghen y Jacob Toorenvliet. También contribuyeron los artistas alemanes Moritz Lang, Johann Martin Lerch y Johann Holst y los italianos Il Bianchi, Marco Boschini y Leonardus Hen.t Venetiis.

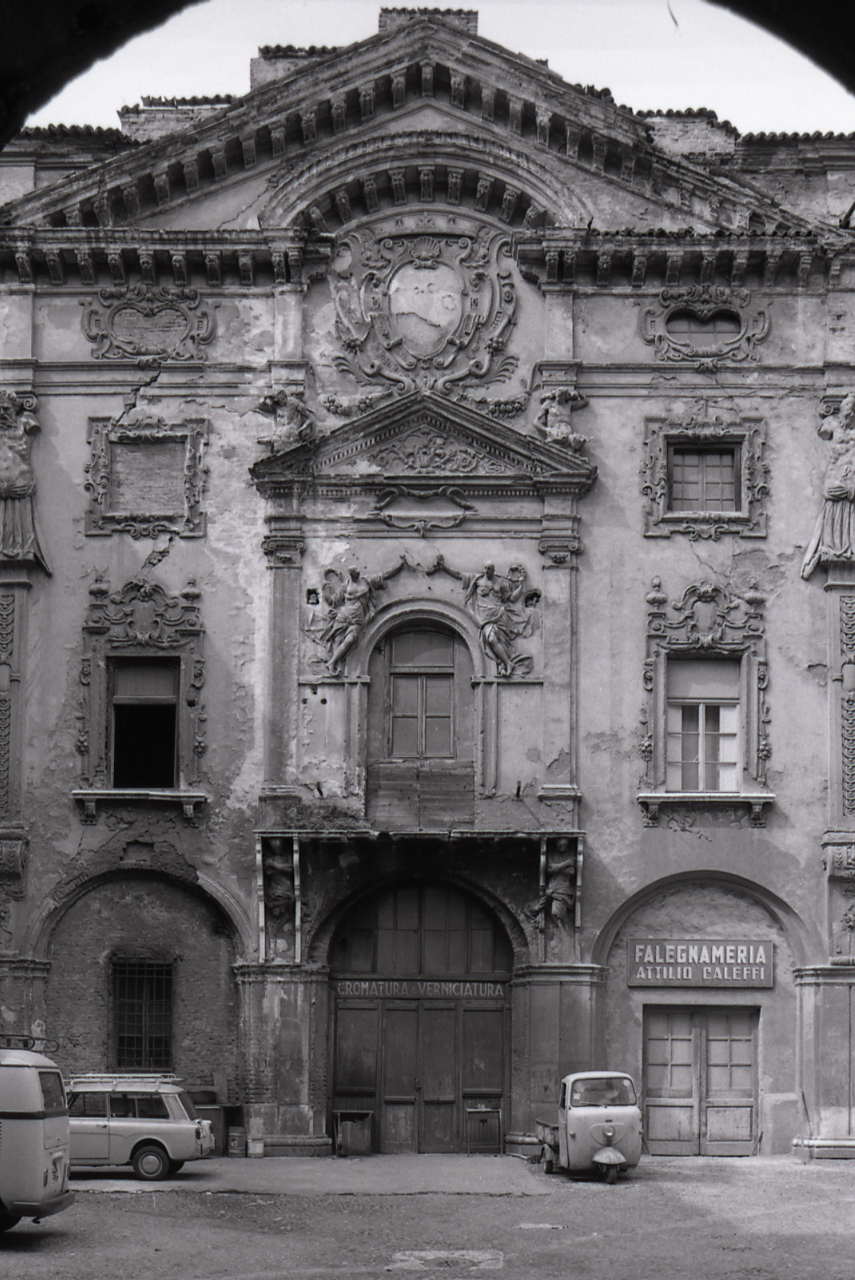
Fachada del patio interior del Palacio Valenti Gonzaga

## Obras arquitectónicas en Mantua
Geffels es recordado principalmente por sus proyectos arquitectónicos en Mantua. No está claro dónde obtuvo Geffels su formación arquitectónica. En su Amberes natal debió de familiarizarse con la casa y el taller y el jardín del patio anexo que Pedro Pablo Rubens había diseñado para sí mismo basándose en sus ideales artísticos. Además, Rubens había publicado en 1622 los Palacios de Génova, un importante libro ilustrado por él mismo, que representaba y describía los palacios de Génova en Italia en 72 láminas. Geffels tuvo sin duda acceso a este libro en Amberes. Además, trabajar con Daniel van den Dyck durante sus primeros años en Mantua debió de darle más oportunidades para perfeccionar sus habilidades como arquitecto. Sus diseños arquitectónicos aportaron a Mantua una mezcla original de los elementos de diseño barrocos vistos en la casa de Rubens en Amberes con influencias italianas, en particular de Verona y Lombardía. También demostró en sus diseños un sólido dominio de los aspectos técnicos del diseño arquitectónico.

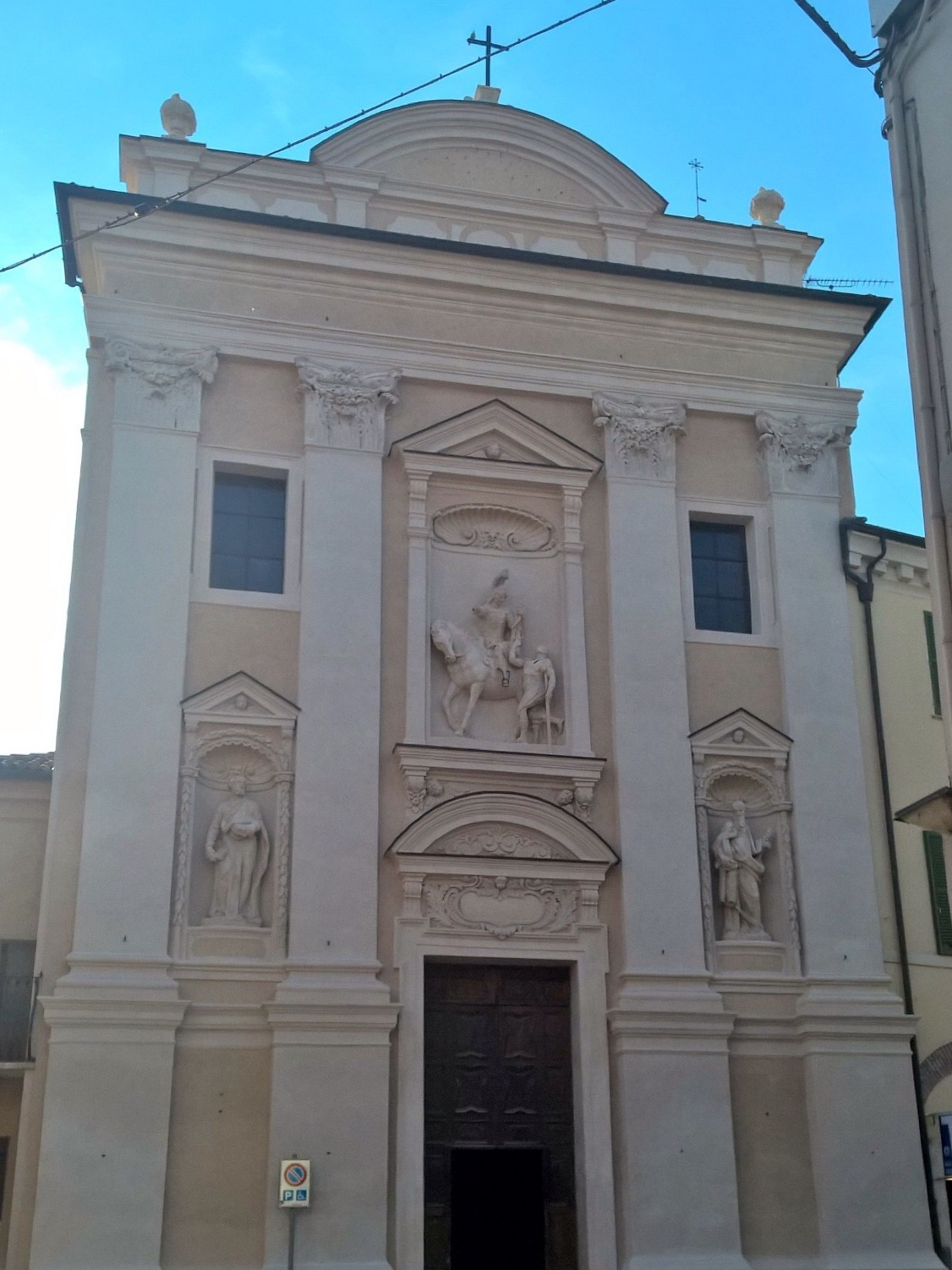
Fachada de la Iglesia de San Martino

El primer palacio en Mantua para el que Geffels hizo los diseños fue el Palazzo Gonzaga di Vescovato en Portiolo en el que trabajó en 1662. También participó en el rediseño de varios otros edificios, incluida la villa de su amigo Francesco Zanetti en Montanara (también conocida como Palazzo Cavalcabò), la casa de Zanetti en via Corridoni, su propia casa, la Casa del Rabino (1680) y la Iglesia de San Martino en Mantua. La fachada de la iglesia de San Martino es menos barroca que sus otras obras. Se compone de una sola hilera gigante de cuatro pilastras con capiteles compuestos que enmarcan una puerta central, una ventana rectangular a cada lado y tres nichos con grandes conchas coronados por frontones. Estos nichos contienen ahora estatuas de yeso añadidas en 1739. En el interior de la iglesia, Geffels conservó la disposición sin tramos, que realzó con un friso de estuco decorativo. El trabajo de estucado fue realizado por Giacomo Aliprandi y Michele Costa. Las obras de reconstrucción de la iglesia se llevaron a cabo entre 1680 y 1694.

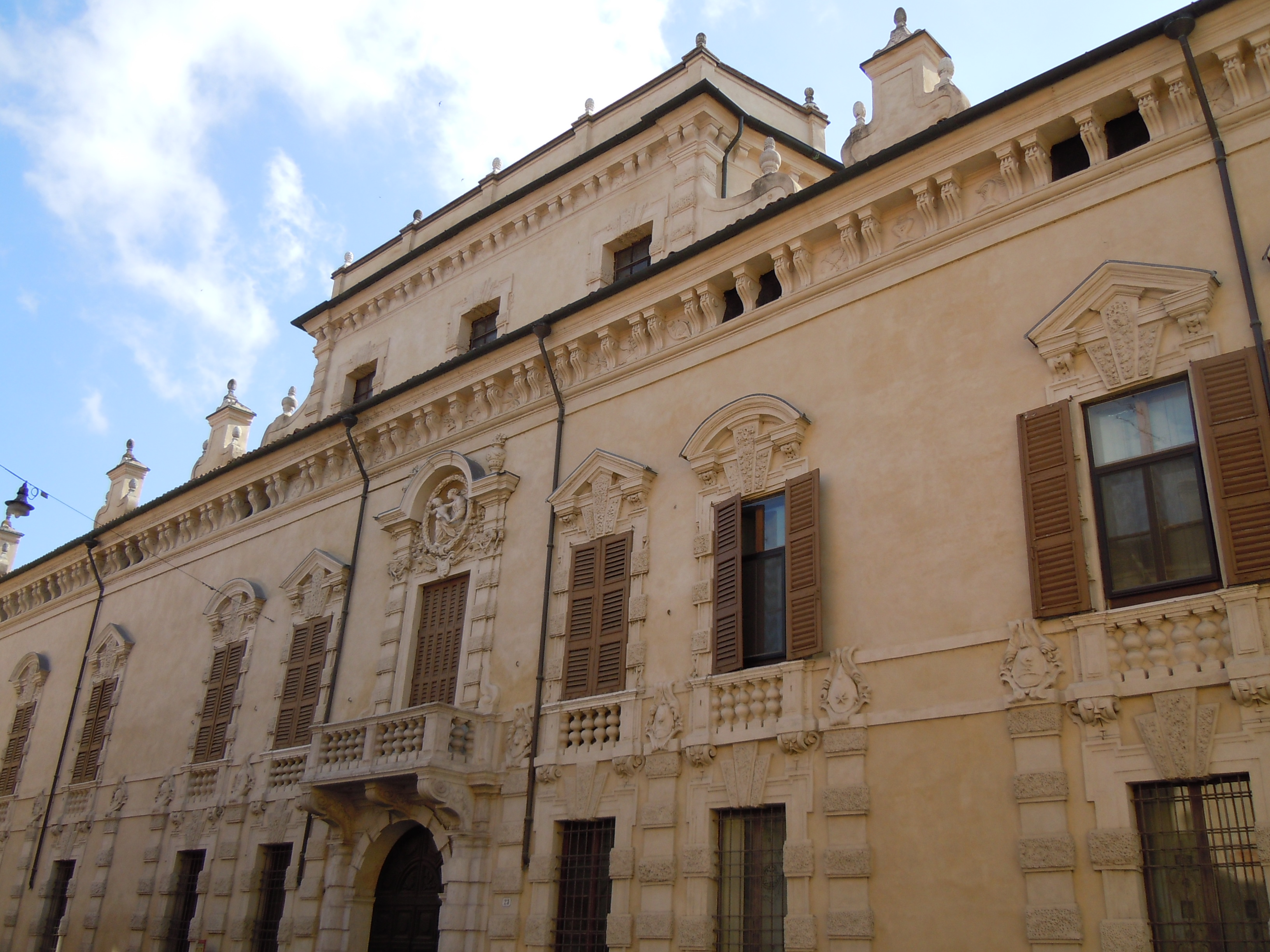
Fachada del Palacio Sordi

Rediseñó el Palazzo Valenti Gonzaga. Se trataba de un edificio preexistente del siglo XVI, que los propietarios deseaban modernizar. La fachada fue transformada en estilo barroco por otro arquitecto lombardo. La contribución de Geffels se sitúa en el interior del palacio. Rehízo la fachada del patio interior, que incluía una estatua de Jove y decoraciones pintadas combinadas con relieves de estuco. La fachada de la parte trasera del patio también fue remodelada por Geffens. En el palacio rediseñó las habitaciones. En algunas pintó frescos, mientras que Gian Battista Barberini añadió estucos decorativos y estatuas. La renovación concluyó en 1677.
En el Palacio Sordi, también preexistente, Geffels tuvo vía libre. Aquí volvió a trabajar con el escultor Barberini. La fachada barroca, que se extiende en dos plantas, presenta una secuencia horizontal de ventanas emparejadas que contrasta con la dinámica vertical creada por las balaustradas del cinturón. Está ricamente decorada. El vestíbulo central se eleva por encima de la cornisa. Geffels realizó en algunos de los salones de recepción frescos de batallas: uno de los dos salones de recepción lleva el nombre de la batalla de Belgrado contra los turcos, en la que participó el propietario del palacio. Gian Battista Barberini se encargó de la rica decoración en estuco de la fachada y el interior. Geffels diseñó para el palacio un entorno natural artificial, decorado con pozos, cuevas de estalactitas y esculturas mitológicas.